# PATZ
PATZ는 대한민국의 인디 록밴드이다. 2022년 싱글 《WATER》로 데뷔했다.

## 방송
- 그레이트 서울 인베이전 (2022) - Top12(9위)

## 음반
- WATER (2022)
- 그레이트 서울 인베이전 Section 1 (2022)
- 그레이트 서울 인베이전 Section 4 (2022)

## 작사/작곡
- PATZ <WATER> (2022)
- PATZ <Always awake> (2022)
- PATZ <Pathfinder> (2022)